# Kąty (powiat wołowski)
Kąty – kolonia (jednostka osadnicza) w Polsce, położona w województwie dolnośląskim, w powiecie wołowskim, w gminie Wołów.
Do 2023 r. miejscowość była przysiółkiem wsi Mojęcice.
Kolonia wchodzi w skład sołectwa Mojęcice.
W latach 1975–1998 przysiółek należał administracyjnie do województwa wrocławskiego.

## Nazwa
Nazwa miejscowości wywodzi się od polskiej nazwy kąta i prawdopodobnie wiąże się z usytuowaniem miejscowości w zakolu rzeki Odry. Heinrich Adamy w swoim dziele o nazwach miejscowości na Śląsku wydanym w 1888 roku we Wrocławiu wymienia nazwę Konty podając jej znaczenie "Winkelsdorf" czyli po polsku "Wieś Kąty".